# جيفري فاينستاين
جيفري فاينستاين (بالإنجليزية: Jeffrey Feinstein)‏ هو ضابط أمريكي، ولد في 29 يناير 1945 في شيكاغو في الولايات المتحدة.